# Sekundäre Devianz
Sekundäre Devianz ist der zentrale Begriff und die Bezeichnung eines Konzepts, demzufolge sich ein gesellschaftlicher Degradierungsprozess negativ auf das Selbstbild des Delinquenten auswirkt und dadurch kriminelle Karrieren forciert.
Der Begriff wurde 1951 vom amerikanischen Kriminalsoziologen Edwin M. Lemert geprägt. Das Konzept gehört in den Zusammenhang des Labeling Approach, ist aber deshalb eine moderate Version davon, weil nicht pauschal unterstellt wird, alle Devianz und Delinquenz werde durch Reaktionen der sozialen Umwelt produziert.

## Aufschaukelungsprozess
Die Forcierung und Stabilisierung abweichenden Verhaltens insgesamt und delinquenten Verhaltens speziell wird von Lemert als Aufschaukelungsprozess dargestellt, wobei die primäre Devianz unterschiedliche Ursachen haben kann, denen mit dem Konzept nicht nachgegangen wird. Lemert nennt acht Schritte der Aufschaukelung:
- Erstes abweichendes Verhalten, primäre Devianz
- Soziale Sanktionen
- Weitere Abweichungen, die noch der primären Devianz zugeordnet werden
- Stärkere soziale Sanktionen und gesellschaftliche Ablehnung
- Weitere Abweichung, verbunden mit Feindseligkeiten und Ressentiments gegenüber den Sanktionsinstanzen
- Überschreiten der Toleranzgrenze, juristische Sanktionen, Stigmatisierung des Abweichers
- Steigerung des abweichenden Verhaltens als negative Reaktion auf Stigmatisierung und Strafe
- Ultimative Annahme der sozialen Rolle des Abweichers, Bemühen den Rollenansprüchen gerecht zu werden, Stabilisierung des abweichenden Verhaltens, sekundäre Devianz.

Entscheidend für stabilisiertes abweichendes Verhalten sind somit die Reaktionen und Definitionen der Umwelt, besonders die der offiziellen Kontrollinstanzen. Soziale Kontrolle erscheint damit eher als Ursache abweichenden Verhaltens denn als Mittel dagegen.